# Groupe de NGC 2633
Le groupe de NGC 2633 comprend au moins cinq galaxies situées dans la constellation de la Girafe. La distance moyenne entre ce groupe et la Voie lactée est d'environ 33,7 Mpc (∼110 millions d'al). 

## Membres
Le tableau ci-dessous liste les cinq galaxies du groupe indiquées dans l'article de A.M. Garcia paru en 1993.   
| Nom                   | Class.  | Type           | α (J2000.0)   | δ (J2000.0) | Vitesse radiale (km/s) | m    | Distance (Mpc) | Diamètre (kal) |
| --------------------- | ------- | -------------- | ------------- | ----------- | ---------------------- | ---- | -------------- | -------------- |
| IC 2389               | SB(s)b? | Spirale barrée | 08h 47m 57.8s | 73° 32′ 21″ | 2383 ± 3               | 13,4 | 35,8 ± 2,5     | 35             |
| NGC 2551              | Sa      | Spirale        | 08h 24m 50.3s | 73° 24′ 43″ | 2344 ± 11              | 12,1 | 35,1 ± 2,5     | 58             |
| NGC 2633              | SB(b)b  | Spirale barrée | 08h 48m 04.6s | 74° 05′ 56″ | 2175 ± 6               | 12,2 | 32,6 ± 2,3     | 69             |
| NGC 2634              | E1?     | Elliptique     | 08h 48m 25.4s | 73° 58′ 02″ | 2258 ± 5               | 12,0 | 33,9 ± 2,4     | 90             |
| NGC 2634A = PGC 24760 | E1?     | Elliptique     | 08h 48m 38.1s | 73° 56′ 21″ | 2086 ± 9               | 13,5 | 31,3 ± 2,2     | 44             |

Le site DeepskyLog permet de trouver aisément les constellations des galaxies mentionnées dans ce tableau ou si elles ne s'y trouvent pas, l'outil du site constellation permet de le faire à l'aide des coordonnées de la galaxie. Sauf indication contraire, les données proviennent du site NASA/IPAC.